# Келли, Мэри Джейн
Мэри Джейн Келли (1863 — 9 ноября 1888, также известна как «Мэри Жанет» Келли, «Белая Эмма», «Рыжая» и «Чёрная Мэри») — английская проститутка; по общим предположениям, пятая и последняя жертва Джека Потрошителя, убивавшего и увечившего проституток в районе Уайтчепела с конца августа по начало ноября 1888 года. На момент смерти ей было 25 лет, она жила в бедности. Согласно докладам того времени, её рост составлял 170 см. Цвет её волос остался неопределённым (как и подразумевают различные её прозвища).
По различным сообщениям, она была блондинкой или рыжей, прозвище «Чёрная Мэри» подразумевает, что она была тёмной брюнеткой. Её глаза были синего цвета. Детектив Уолтер Дью в автобиографии пишет, что знал её и описывает её как «весьма привлекательную» и «красивую и весёлую девушку». Он заявляет, что она всегда надевала чистый белый фартук и никогда не носила шляпы. Сэр Мелвилл Макнагтен из полиции метрополии, не видевший её вживую, писал, что по меркам того времени она обладала «значительной личной привлекательностью». В выпуске газеты «Daily Telegraph» от 10 ноября 1888 года Келли описывалась как «высокая, стройная, белокурая [девушка] со свежим лицом и привлекательной внешностью». Сообщалось, что она бегло говорила по-валлийски.

## Ранние годы
По сравнению с другими жертвами Потрошителя происхождение Мэри Келли скрыто, документов нет, возможно, что большая часть сведений о ней приукрашена. Согласно Джозефу Барнету, с которым она жила незадолго до гибели, Келли говорила ему, что появилась на свет в Лимерике (Ирландия) в 1863 году, хотя округ города неизвестен; когда она была маленькой, семья перебралась в Уэльс. Барнет сказал, что Келли говорила ему, что её отца звали Джон Келли, он работал на металлургическом заводе в Карнарвоншире или в Кармартеншире. По воспоминаниям Барнета Келли упоминала, что у неё было семь братьев и, по меньшей мере, одна сестра. Один брат по имени Генри предположительно служил во 2-м батальоне Scots Guards. Однажды она сказала, что её личная подруга Лиззи Элбрук (также бывшая другом семьи) выступает на театральной сцене Лондона. Квартирный хозяин Келли Джон Маккарти сказал, что Келли иногда получала письма из Ирландии, но Барнет отрицал это.
Барнет и её бывшая соседка по комнате миссис Карти говорили, что Келли была из семьи «зажиточных людей». Карти сказала, что Келли была «прекрасной ученицей и посредственной художницей», однако Барнет на следствии сказал коронеру, что она часто просила его прочитать статьи в газетах об убийствах, это говорило о её неграмотности.
В 1879 году Келли по сообщениям вышла замуж за угольного шахтёра по имени Дейвис, два или три года спустя он погиб от взрыва в шахте. Она говорила, что восемь месяцев пребывала в больнице города Кардиффа, а потом уехала вместе с двоюродным братом. Считается, что именно в этот момент она начала свою деятельность в качестве проститутки. Записей, сохранившихся до современности, о том, что она была в Кардиффе, нет. По-видимому, она переехала из Кардиффа в Лондон в 1884 году и нашла себе работу в борделе в более богатом Вест-Энде. По сообщениям, один из клиентов пригласил её во Францию, но она незамедлительно вернулась, поскольку ей не понравилось там жить. Келли нравилось французское имя Мари Жанет, и она могла приукрасить историю своей ранней жизни, тем более, что не сохранилось ни подтверждающих, ни опровергающих документальных свидетельств. Автор Тони Уильямс в своём «Uncle Jack» (2005) заявляет, что, согласно данным переписи 1881 года, Келли вернулась в Бримбо близ Урексема (Уэльс). Согласно Джою Барнету, сосед семьи Келли Джонатан Дейвис мог жениться на Мэри Джейн, когда ей было 16 лет. Это предположение входит в противоречие с фактом, что муж Келли погиб 2-3 года спустя, а Дейвис был жив в 1891 году, что показала перепись, поэтому он не мог быть мужем Келли. В любом случае вряд ли, что сведения Барнета совпадают с фактами о проживании семьи Келли в Бримбо в 1881 году, так как Бримбо находится в графстве Денбишир, а не близ Кармартена или Карнарвона, и её отца звали Хуберт, а не Джон. Предположения о том, что дневники сэра Джона Уильямса, послужившие базой исследований Тони Уильямса, были в любом случае изменены, ставят под сомнение всю теорию.
Сообщение лондонской прессы о том, что Келли была матерью, дают части «рипперологов» основания предполагать, что юный Дейвис родился между 1879 и 1882. Тем не менее, в этой истории содержатся несколько фактических ошибок, включая заявление, что они жили на втором этаже. Возможно, что первоначально благодаря слухам журналисты сочли жертвой Лиззи Фишер (или Фрейзер), которая действительно проживала на втором этаже, у неё был 12-летний сын.

## Возвращение в Лондон
По некоторым сведениям, Келли была известна под прозвищем «Белая Эмма», почему ей дали такое прозвище, неизвестно: из-за её светлых волос, цвета кожи, её красоты или по другим её качествам. Некоторые газеты писали, что её называли «Рыжей» из-за её предположительно рыжих волос (хотя и по этому вопросу среди источников нет согласия, в результате чего ответ на вопрос о цвете её волос находится в широком диапазоне, начиная от светло-пепельных до тёмно-каштановых). Другие газеты писали, что её называли «Мэри Маккарти» (по фамилии хозяйки квартиры, в которой она проживала к моменту своей гибели). Она тяготела к более бедному району Ист-Энду и, по сообщениям, жила с человеком по имени Морганстоун близ Commercial Gas Works в районе Степни и позднее — со штукатуром по имени Джо Флемминг.
Когда Келли бывала пьяной, она пела ирландские песни, часто бывала сварливой и даже оскорбляла окружающих, благодаря чему её прозвали «мрачной Мэри». Маккарти говорила, что «она была очень тихой, пока была трезвой, но выпив, становилась шумной». Впервые Барнет встретил Келли в апреле 1887 года. На следующий день они снова встретились и решили жить вместе. В начале 1888 они переехали в меблированную комнату по адресу 13 Миллерс-Корт позади Дорсет-стрит, 26. Комната имела форму квадрата стороной 12 футов, в ней были кровать, три столика и стул. Над камином висела копия «The Fisherman’s Widow». Келли потеряла свой ключ от двери и открывала и закрывала дверь, просовывая руку через разбитое стекло рядом с дверью. Соседка Келли немка Джулия Вентурни сказала, что окно разбила сама Келли, когда была пьяной. Барнет работал грузчиком на Биллингсгейтском рыбном рынке, но вскоре потерял работу, и Келли вернулась к занятиям проституцией. 30 октября, за неделю до смерти Келли, Барнет съехал, поскольку произошла ссора с другой проституткой (Барнету было известно только её имя: Джулия). В то же время Барнет продолжал посещать Келли.
Последний раз Барнет был у Келли 8 ноября между 19:00 и 20:00. Барнет видел её в компании её подруги Марии Харви. Харви и Барнет ушли одновременно. Барнет вернулся в свою комнату, где играл в карты с другими обитателями, пока не отошёл ко сну в 00:30.
Мэри Энн Кокс, проститутка, проживавшая по адресу Miller’s Court, которая говорила о себе как о «несчастной вдове» заявила, что видела, как около 11:45 пьяная Келли возвращалась домой в компании тучного рыжего мужчины в котелке с банкой пива. Кокс и Келли пожелали друг другу доброй ночи. Келли прошла в свою комнату вместе с мужчиной, после чего оттуда донеслась её песня «A Violet I Plucked from Mother’s Grave When a Boy». Она всё ещё пела, когда Кокс вышла из дома в полночь и когда вернулась после 1:00. Элизабет Прейтер, проживавшая в комнате над Келли, показала, что, когда она легла спать в 1:30, пение прекратилось.
Чернорабочий Джордж Хатчинсон, знавший Келли, показал, что встретил её около 2:00, она попросила у него взаймы шесть пенсов. Он утверждал, что дал ей взаймы и что, когда Келли пошла дальше, к ней подошёл мужчина «еврейской наружности». Позднее Хатчинсон дал полиции очень подробное описание внешности этого мужчины, даже упомянул о цвете его глаз. Он показал, что слышал, как они разговаривали на улице напротив здания суда, где проживала Келли. Она пожаловалась, что потеряла свой платок, и мужчина дал ей один из своих красных платков. Хатчинсон заявил, что Келли и мужчина пошли к ней в комнату, он последовал за ними и более никогда их не видел, а в 2:45 прекратил свои наблюдения. Прачка Сара Льюис частично подтвердила показания Хатчинсона, заявив, что, когда в 2:30 она зашла в здание (чтобы провести ночь с Кейлерами, своими друзьями), она видела мужчину, наблюдавшего за входом в здание Миллерс-Корт. Хатчинсон сказал, что подозревал этого человека, хотя казалось, что Келли с ним знакома, поскольку он со своим богатым видом выглядел довольно необычно для этого района, но доложил об этом полиции, только когда следствие по делу Келли было поспешно закончено. Детектив Фредерик Эбберлайн, возглавлявший расследование, полагал, что информация Хатчинсона очень важна, и послал с ним полицейских, чтобы тот указал на того мужчину, если ещё раз увидит его. Имя Хатчинсона более не появлялось в сохранившихся полицейских записях, поэтому невозможно сказать с определённостью, было его доказательство окончательно подтверждено, опровергнуто или отброшено. Главный инспектор Уолтер Дью в своих воспоминаниях не принимает в расчёт показаний Хатчинсона на основании того, что он видел это в другой день, а не в ночь перед убийством. Глава уголовного розыска Роберт Андерсон позднее говорил, что единственный свидетель, который дал точное описание убийцы, был евреем. Некоторые современные исследователи полагают, что Хатчинсон сам был Джеком-потрошителем и пытался запутать полицию ложным описанием преступника. Другие считают, что он хотел привлечь внимание к истории, которую планировал продать прессе.
Кокс вернулась домой в 3:00. Она показала, что не слышала ни звука и не видела света в комнате Келли. Элизабет Прейтер, которую разбудил котёнок, ходивший по её шее, и Сара Льюис показали, что в 4:00 слышали слабый крик «Убийство!», но не отреагировали на него, поскольку такие крики часто слышались в Ист-Энде. Она заявила, что спала и в течение ночи слышала, как люди заходили в здание суда и выходили из него. Ей показалось, что она слышала, как некто выходил из здания в 5:45. Прейтер вышла из здания в 5:30, чтобы выпить рома в публичном доме «Тен-Беллс», и ничего подозрительного не видела.

## Убийство
Утром 9 ноября 1888 в ежегодно отмечаемый День Лорд-Мэра домовладелец Джон Маккарти послал своего помощника — отставного солдата Томаса Боуэра — собрать плату за жильё. Келли уже шесть недель не платила за жильё, общая сумма долга составляла 29 шиллингов. После 10:45 Боуэр постучал в её дверь, но никто не отозвался. Он заглянул в щель окна, отодвинув в сторону пальто, которое использовалось как занавеска, заглянул в комнату и увидел там чудовищно изуродованное тело Келли, лежащее на кровати.
Газета «Manchester Guardian» в выпуске от 10 ноября 1888 сообщила, что сержант Эдвард Бэдхем и инспектор Уолтер Бек отправились по адресу Miller’s Court, 13, как только перепуганный Боуэер сообщил им про убийство. Бек заявил, что он здесь старший полицейский офицер и Бэдхем может сопровождать его, но не должно остаться никаких записей, подтверждающих, что Бэдхем был с ним. 12 ноября Бэдхем должен был отправиться на полицейский пост на Коммерческой улице. Следствие по делу Келли было закончено в этот же день около 6 часов вечера. Джордж Хатчинсон явился на пост, чтобы дать свои показания Бэдхему.
Жена владельца местной ночлежки Кэролайн Максвелл заявила, что видела Келли живой утром в 8:30 в день убийства, хотя она признала, что до этого всего лишь один раз или два встречала Келли, более того, её показания не совпадали с показаниями тех, кто был более близко знаком с Келли. Портной Морис Льюис заявил, что в 10:00 того же дня видел Келли в пабе. Полиция отмела оба этих заявления, поскольку они шли вразрез с установленным временем смерти, кроме того, не нашлось никого, кто подтвердил бы эти показания. Максвелл могла обознаться или ошибиться с днём, когда она видела Келли. Эта неразбериха стала частью сюжета романа «Из Ада» (и последующих киновоплощений).
Место убийства также посетили суперинтендант Томас Арнольд и инспектор дивизиона «Н» Уайтчепела Эдмунд Рид, Фредерик Эбберлайн и Роберт Андерсон из Скотланд-Ярда. Арнольд установил, что комната была взломана в 1:30, после чего возможность пустить по следу убийцы ищеек была отвергнута как непрактичная. В камине были найдены следы сильного огня, достаточного, чтобы расплавить припой, соединяющий носик чайника с его корпусом. Инспектор Эбберлайн предположил, что убийца сжёг одежду Келли, чтобы получить свет, поскольку в комнате горела только одна свеча.
Доктора Томас Бонд и Джордж Багстер Филипс обследовали тело и установили, что смерть наступила за 12 часов до расследования. Филипс предположил, что убийца потратил два часа на свои действия над телом. Бонд заметил, что трупное окоченение указывает на время смерти между 02:00 и 08:00. Замечание Бонда гласило:

Обнажённое тело лежит посередине кровати, плечи лежат прямо, но само тело смещено к левой стороне ложа. Голова повёрнута к левой щеке. Левая рука прижата к телу, предплечье согнуто вправо и лежит поперёк брюшной полости. Правая рука лежит на отлёте от тела, на матрасе. Рука согнута в локте, предплечье расслаблено, пальцы сжаты. Ноги лежат раздельно, левая согнута в коленном суставе и прижата к туловищу, правая нога образует тупой угол с лобковой костью.
Вся поверхность брюшной полости и бёдер отсечены, из брюшной полости удалены внутренности. Груди отсечены, руки изувечены несколькими неровными ранами, лицо искромсано до неузнаваемости. Ткани горла рассечены до самых костей. Внутренности обнаружены в различных местах, а именно: матка и почки вместе с одной грудью под головой, другая грудь под правой стопой, печень между ногами, кишки с правой стороны, а селезёнка — слева от тела. Поверхность брюшной полости и бёдер лежит на столе.
Постельное бельё в правом углу пропиталось кровью, пол на два квадратных фута пропитан кровью. Стена с правой стороны кровати на линии горла замарана кровью в нескольких местах.
Лицо иссечено глубокими ранами во всех направлениях, нос, щёки, брови и уши частично отсечены. Губы побледнели и рассечены несколькими разрезами, косо идущими к подбородку. Также отмечены многочисленные разрезы, нанесённые беспорядочно по всем местам. Горло рассечено до самых позвонков, на пятом и шестом обнаружены зарубки. На коже у горла отчётливо заметны синяки. Воздушная трубка перерезана в нижней части трахеи у перстневидного хряща. Обе груди отсечены круговыми разрезами, мышцы рёбер — тоже. Межрёберные мышцы четвёртого, пятого и шестого рёбер рассечены, через разрезы видны внутренности грудной клетки.
Кожа и ткани с живота от рёберной дуги до лобка удалены и разделаны на три куска. Правое бедро рассечено с передней стороны до самой кости, кусок кожи, включая внешние половые органы и часть правой ягодицы. С левого бедра удалены кожа и мускулы до самого колена.
На левой голени глубокая рана, проходящая через кожу и ткани до глубоколежащих мускулов, она начинается на пять дюймов выше лодыжки и тянется до колена. На обеих руках и предплечьях обширные рваные раны. На большом пальце правой руки виден поверхностный разрез длиной около дюйма и подкожная гематома, на задней части кисти есть несколько ссадин.
При вскрытии грудной клетки было обнаружено, что правое лёгкое было минимально наполнено ввиду наличия старых стойких спаек. Нижняя часть лёгкого была оторвана и удалена. Левое лёгкое осталось нетронутым. На верхушке лёгкого была обнаружена спайка и несколько — на задней части. В самой ткани лёгкого было несколько твёрдых узелков.
Перикардиальная сумка была рассечена снизу, сердце отсутствует. В брюшной полости найдены частично переваренные куски пищи: рыбы и картофеля, схожие остатки пищи были найдены в остатках желудка, прикреплённых к кишечнику.
Оригинальный текст (англ.)The body was lying naked in the middle of the bed, the shoulders flat but the axis of the body inclined to the left side of the bed. The head was turned on the left cheek. The left arm was close to the body with the forearm flexed at a right angle and lying across the abdomen. The right arm was slightly abducted from the body and rested on the mattress. The elbow was bent, the forearm supine with the fingers clenched. The legs were wide apart, the left thigh at right angles to the trunk and the right forming an obtuse angle with the pubes.

The whole of the surface of the abdomen and thighs was removed and the abdominal cavity emptied of its viscera. The breasts were cut off, the arms mutilated by several jagged wounds and the face hacked beyond recognition of the features. The tissues of the neck were severed all round down to the bone.
The viscera were found in various parts viz: the uterus and kidneys with one breast under the head, the other breast by the right foot, the liver between the feet, the intestines by the right side and the spleen by the left side of the body. The flaps removed from the abdomen and thighs were on a table.
The bed clothing at the right corner was saturated with blood, and on the floor beneath was a pool of blood covering about two feet square. The wall by the right side of the bed and in a line with the neck was marked by blood which had struck it in several places.
The face was gashed in all directions, the nose, cheeks, eyebrows, and ears being partly removed. The lips were blanched and cut by several incisions running obliquely down to the chin. There were also numerous cuts extending irregularly across all the features.
The neck was cut through the skin and other tissues right down to the vertebrae, the fifth and sixth being deeply notched. The skin cuts in the front of the neck showed distinct ecchymosis. The air passage was cut at the lower part of the larynx through the cricoid cartilage.
Both breasts were more or less removed by circular incisions, the muscle down to the ribs being attached to the breasts. The intercostals between the fourth, fifth, and sixth ribs were cut through and the contents of the thorax visible through the openings.
The skin and tissues of the abdomen from the costal arch to the pubes were removed in three large flaps. The right thigh was denuded in front to the bone, the flap of skin, including the external organs of generation, and part of the right buttock. The left thigh was stripped of skin fascia, and muscles as far as the knee.
The left calf showed a long gash through skin and tissues to the deep muscles and reaching from the knee to five inches above the ankle. Both arms and forearms had extensive jagged wounds.
The right thumb showed a small superficial incision about one inch long, with extravasation of blood in the skin, and there were several abrasions on the back of the hand moreover showing the same condition.
On opening the thorax it was found that the right lung was minimally adherent by old firm adhesions. The lower part of the lung was broken and torn away. The left lung was intact. It was adherent at the apex and there were a few adhesions over the side. In the substances of the lung there were several nodules of consolidation.
The pericardium was open below and the heart absent. In the abdominal cavity there was some partly digested food of fish and potatoes, and similar food was found in the remains of the stomach attached to the intestines
.
— 
Филипс полагал, что Келли была убита после того, как ей перерезали горло, а увечья были нанесены позднее. Бонд указал в докладе, что нож, использовавшийся убийцей, был шириной в 25 мм и длиной не менее 150 мм и что убийца не обладал медицинскими познаниями и навыками. Он писал:

Увечья были нанесены человеком, однозначно не имеющим научных или анатомических познаний. Я считаю, что он [преступник] не обладал даже навыками мясника или забойщика лошадей, или человека, обученного разделывать туши животных.Оригинальный текст (англ.)In each case the mutilation was inflicted by a person who had no scientific nor anatomical knowledge. In my opinion he does not even possess the technical knowledge of a butcher or horse slaughterer or a person accustomed to cut up dead animals.
— 
Тело было отправлено в морг в Шордитч, а не в Уайтчепел. Это означало, что следствие откроет доктор Родерик Макдональд, коронер северо-восточного Мидлсекса, а не Уинн Эдвард Бакстер, коронер, проводивший большинство расследований других «Уайтчепельских убийств». Скорость проведения расследования вызвала критику со стороны прессы. Макдональд провёл слушание по делу за один день 12 ноября в городской ратуше Шордитча. Труп был официально опознан Барнетом, он заявил, что опознал жертву по «уху и глазам». Маккарти была также уверена, что это было тело Келли. Свидетельство о смерти было зарегистрировано 17 ноября на имя «Мэри Жанет Келли — Дейвис».

## Похороны
Келли была похоронена 19 ноября 1888 года в общей могиле на католическом кладбище св. Патрика по адресу Langthorne Road, Leytonstone E11. Номер её могилы 66, ряд 66, 10-й участок.
В её некрологе было написано:

Похороны убитой женщины Келли отложены. Покойная была католичкой и Барнет, с которым она жила, и её квартирная хозяйка миссис М. Карти желали, чтобы над её останками был проведён ритуал церкви, к которой она принадлежала. Поэтому похороны прошли на следующий день 19 ноября на католическом кладбище в Лейтонстоуне. Гроб оставался в морге Шордитча до 12:30.
Останки Мэри Жанет Келли, убитой 9 ноября в здании суда Миллера на Дорсет-стрит, Спитфилдс были отправлены вчерашним утром из морга Шордитча в Лейтонстоун, где и были преданы земле.
Никого из её родственников так и не нашли, чтобы пригласить их на похороны.
Оригинальный текст (англ.)The funeral of the murdered woman Kelly has once more been postponed. Deceased was a Catholic, and the man Barnett, with whom she lived, and her landlord, Mr. M. Carthy, desired to see her remains interred with the ritual of her Church. The funeral will, therefore, take place tomorrow [19 Nov] in the Roman Catholic Cemetery at Leytonstone. The hearse will leave the Shoreditch mortuary at half-past twelve.

The remains of Mary Janet Kelly, who was murdered on Nov. 9 in Miller's-court, Dorset-street, Spitalfields, were brought yesterday morning from Shoreditch mortuary to the cemetery at Leytonstone, where they were interred.

No family member could be found to attend the funeral.
— 
Могила Келли была облагорожена в 1950-х. Джон Моррисон установил на ней большой белый надгробный камень, но поставил его не на ту могилу. Позднее надгробие было убрано, в 1990-х суперинтендант отметил могилу Келли обычным памятником.

## Теории
Полиция провела обширные обходы домов и обыски. 10 ноября доктор Бонд выпустил доклад, где убийство Келли связывалось с четырьмя предыдущими: Мэри Энн Николс, Энни Чэпмен, Элизабет Страйд и Кэтрин Эддоус, и описал возможный профиль убийцы. В тот же день правительство заявило о помиловании «для любого соучастника, не принимавшего участия в замысле или совершении убийства, чья информация и свидетельские показания приведут к разоблачению и осуждению убийцы или убийц». Несмотря на это предложение и массированное полицейское расследование, не нашлось ни обвиняемых, ни подсудимых. За последующие полгода не произошло похожих преступлений, что привело к постепенному свёртыванию полицейского расследования. Келли рассматривается большинством как последняя жертва Джека-потрошителя, предполагается, что череда преступлений пришла к концу со смертью, лишением свободы, заключением в психиатрическую лечебницу или эмиграцией преступника.
Обезображение тела Келли было самым чудовищным в серии «Уайтчапельских убийств», возможно, потому, что убийца располагал бо́льшим временем, чтобы творить свои жестокости, находясь в частной комнате, а не на улице. Келли была раздета, на стуле были некоторые детали её одежды, это привело к предположениям, что она разделась перед тем как лечь в постель, это показывает, что она была убита тем, кого знала, или тем, кого считала за клиента, или когда спала или находилась в бесчувственном состоянии после возлияний.
Абберлайн допросил любовника Келли, Джоя Барнета, спустя четыре часа после убийства, его одежда была обследована на наличие крови, Барнет был отпущен без предъявления обвинений. Столетие спустя авторы Пол Харрисон и Брюс Пейли предположили, что Келли была убита [Барнетом] из ревности или потому, что она пренебрегала им, авторы предположили, что [Барнет] совершил другие преступления, чтобы напугать Келли и отвадить её от улицы и занятий проституцией. Другие авторы предполагают, что Барнет убил только Келли и изуродовал её тело, чтобы сделать её похожей на жертву Джека-потрошителя. Расследование Эбберлайна оправдало Барнета. Другие знакомые Келли также вошли в число подозреваемых: в том числе квартирный хозяин Джон Маккарти и бывший любовник Келли Джозеф Флеминг.
Писатель Марк Дэниэль предположил, что убийцей Келли стал религиозный маньяк, убивший её в качестве ритуального жертвоприношения, и что следы огня в очаге появились, потому что убийце был нужен не свет, а всесожжение. Уильям Стюарт в 1939 предположил, что Келли была убита невменяемой акушеркой («Джилл-потрошительницей»), к которой Келли обращалась, чтобы сделать аборт. Согласно Стюарту, убийца сожгла свою одежду в камине, поскольку она пропиталась кровью, и сбежала, надев на себя одежду Келли, именно поэтому миссис Максвелл заявила, что видела Келли наутро после убийства, на самом деле она увидела убийцу в одежде Келли. Тем не менее, медицинские доклады, бывшие недоступными в то время, когда Стюарт составлял свою историю, не содержат даже намёка о беременности [Келли], и вся теория целиком построена на вымысле.
Некоторые современные авторы считают возможным, что Келли не была жертвой преступника, совершившего серию «Уайтчапельских убийств». Ей было всего 25 лет, и она была моложе остальных жертв, которым было за 40. Убийца изувечил её тело намного сильнее, чем тела других жертв, она была единственной жертвой, убитой в помещении, а не на улице. Со времени предыдущих убийств до её гибели прошло пять недель.
После того, как Боуэр заявил об убийстве, полиция не сразу вошла в комнату Келли. Сэр Чарльз Уоррен, комиссар полиции метрополии, выпустил приказ, что если произойдёт другое убийство, то никто не должен нарушать место преступления, пока он лично не прибудет туда, чтобы возглавить расследование. Однако накануне Уоррена сняли с поста комиссара, полиция не знала об этом и прождала до 12:45 (прошло 2 с часа после заявления Боуэра), пока не были получены сведения об отставке Уоррена. В прессе широко публиковалось, что Уоррен рассчитывал пустить по следу убийцы ищеек и не желал, чтобы кто-либо появлялся на месте преступления, пока туда не приведут собак.

## В культуре
В роли Мэри Джейн Келли снимались актрисы Эдна Родни (фильм A Study in Terror, 1965), Сьюзан Кларк (фильм «Убийство по приказу», 1979), Лизетт Энтони (телефильм «Джек-потрошитель», 1988) и Хизер Грэм (фильм «Из ада», 2001).
Джон Брукс Барри (англ. John Brooks Barry) описал Мэри Келли в романе The Michaelmas Girls (1975) как лесбийскую проститутку, которая вступила в сговор с импотентом-садистом, чтобы запугать уличных проституток.
В аниме-сериале «Black Butler» персонаж Мэри Келли появляется в начале 5-й серии за минуты до своей смерти.
Телесериал «Вечность» (2014—2015) 1 сезон 6 серия.
В 2016 году группа «Volbeat» выпустила альбом «Seal The Deal & Let’s Boogie», одна из композиций называется «Mary Jane Kelly».